# Shahrel Fikri
Đây là một tên người Mã Lai. Theo tập quán Mã Lai, tên gọi hay được sử dụng hơn. Tên gọi của người này là Muhammad Shahrel Fikri.
Muhammad Shahrel Fikri bin Md. Fauzi (sinh ngày 17 tháng 10 năm 1994) là một cầu thủ bóng đá chuyên nghiệp người Malaysia chơi cho đội Perak, được cho mượn từ PKNP FC, ở Malaysia Super League và đội tuyển quốc gia Malaysia. Anh chủ yếu là một tiền vệ chạy cánh trái nhưng cũng có thể chơi như một tiền đạo.

## Sự nghiệp câu lạc bộ

### Bắt đầu
Sinh ra ở Tawau, Sabah, nhưng lớn lên ở Sitiawan ở quận Manjung, một quận có khoảng 80   km về phía tây nam của Ipoh, Perak. Shahrel bắt đầu sự nghiệp bóng đá của mình tại Perak U-21 vào năm 2013 khi đội bóng chơi ở Malaysia President Cup và King Gold Cup. Anh đã ghi được 10 bàn thắng trong mùa giải đầu tiên và đã ghi được 30 bàn thắng trong 3 mùa giải cùng đội. Shahrel cũng đại diện cho đội bang Perak vào năm 2014 Sukma Games do Perlis tổ chức. Anh ghi 2 bàn khi Perak đánh bại Johor 3-1 trong trận chung kết.
Shahrel đã được đề nghị ký hợp đồng chơi với Harimau Muda B vào đầu năm 2014 nhưng không thành công trong bài kiểm tra y tế do vấn đề về tim.

### PKNP FC
Shahrel tham gia Malaysia FAM giải câu lạc bộ PKNP FC vào năm 2016 từ Perak U-21 đội. Anh đã ra mắt giải đấu trong trận hòa 0-0 trong trận đấu với KDMM đến từ băng ghế dự bị vào ngày 28 tháng 2 năm 2016.  Mục tiêu đầu tiên và thứ hai của anh cho PKNP FC đến từ chiến thắng 0-5 trước PBMM vào ngày 9 tháng 3 năm 2017. Shahrel đã có 20 lần ra sân và 13 bàn thắng trong mùa giải đầu tiên của anh với PKNP FC.
Sau khi kết thúc mùa giải quốc nội 2017, Shahrel được đồn sẽ đi khỏi câu lạc bộ, trong một sự kiện đáng ngạc nhiên, câu lạc bộ vừa tuyên bố rằng Shahrel đã thay vào đó gia hạn hợp đồng với đội cho đến năm 2020. Một loạt các câu lạc bộ đã được liên kết với chữ ký của Shahrel bao gồm Perak, Terengganu và Johor Darul Ta'zim.

### Nakhon Ratchasima
Shahrel trở thành người Malaysia thứ ba chơi ở Thai League 1 vào năm 2018, sau khi anh gia nhập Nakhon Ratchasima theo dạng cho mượn, vào ngày 25 tháng 6 năm 2018. Anh ra mắt cho Nakhon Ratchasima trong trận hòa 1-1 với Sukhothai vào ngày 30 tháng 6 năm 2018. Shahrel ghi bàn thắng đầu tiên trong trận đấu với League Cup với Ranong United, ghi bàn gỡ hòa ở phút 73 của trận đấu, trận đấu kết thúc với tỷ số 3-2.

## Sự nghiệp quốc tế
Vào ngày 4 tháng 8 năm 2017, Shahrel đã được triệu tập cho trung tâm huấn luyện đội tuyển quốc gia Malaysia từ ngày 14 tháng 8 để chuẩn bị cho ba trận giao hữu quốc tế và trận đấu bảng B thứ hai của vòng loại AFC Asian Cup 2019 với Hồng Kông vào ngày 5 tháng 9 năm 2017.
Shahrel ra mắt đội tuyển quốc gia Malaysia trong trận thua giao hữu 1 trận đấu với Syria, thay thế Syazwan Zainon trong 23 phút cuối trận ở Malacca, Malaysia. Vào ngày 10 tháng 9 năm 2018, Shahrel đã ghi bàn thắng quốc tế đầu tiên trong trận đấu với Campuchia. Shahrel đã lập hat-trick quốc tế đầu tiên trong trận đấu vòng loại World Cup 2022 và Asia Cup 2023 với Timor Leste vào ngày 11 tháng 6 năm 2019.

## Thống kê sự nghiệp

### Bàn thắng quốc tế
| # | Ngày                | Địa điểm                                                  | Đối thủ    | Bàn thắng | Kết quả | Giải đấu                 |
| - | ------------------- | --------------------------------------------------------- | ---------- | --------- | ------- | ------------------------ |
| 1 | 10 tháng 9 năm 2018 | Sân vận động Olympic Phnôm Pênh, Phnôm Pênh, Campuchia    | Campuchia  | 3–1       | 3–1     | Giao hữu                 |
| 2 | 7 tháng 6 năm 2019  | Sân vận động Quốc gia Bukit Jalil, Kuala Lumpur, Malaysia | Đông Timor | 2–0       | 7–1     | Vòng loại World Cup 2022 |
| 3 | 11 tháng 6 năm 2019 | Sân vận động Quốc gia Bukit Jalil, Kuala Lumpur, Malaysia | Đông Timor | 1–0       | 5–1     | Vòng loại World Cup 2022 |
| 4 | 11 tháng 6 năm 2019 | Sân vận động Quốc gia Bukit Jalil, Kuala Lumpur, Malaysia | Đông Timor | 2–0       | 5–1     | Vòng loại World Cup 2022 |
| 5 | 11 tháng 6 năm 2019 | Sân vận động Quốc gia Bukit Jalil, Kuala Lumpur, Malaysia | Đông Timor | 5–0       | 5–1     | Vòng loại World Cup 2022 |